# Xylaria sibirica
Xylaria sibirica är en svampart som beskrevs av Y.M. Ju, H.M. Hsieh, Lar.N. Vassiljeva & Akulov 2009. Xylaria sibirica ingår i släktet Xylaria och familjen kolkärnsvampar.   Inga underarter finns listade i Catalogue of Life.